# Bianca de Médici
Bianca de Médici, mais conhecida como Bia de Médici (1536 – Florença, 1 de março de 1542) foi filha ilegítima de Cosme I de Médici, Grão-Duque da Toscana com uma dama desconhecida.

## Biografia
Nascida antes de seu pai subir ao trono da Toscana, provavelmente durante sua adolescência em Villa di Castello, "Bia", como a família lhe chamava, era a filha mais velha do futuro grão-duque. Criada na corte ducal, onde foi colocada sob os cuidados de sua avó paterna Maria Salviati, com outros filhos ilegítimos de Cosme. Sua vida é cercada por uma aura de mistério, devido às escassas notícias sobre sua verdadeira origem. De fato, não se sabe quem realmente era a sua mãe. Apenas Cosme I e sua avó paterna Maria Salviati sabiam a identidade da mãe da menina, porém Salviati se recusava a revelar o nome.
Em 1542, Cosme fez uma viagem a Arezzo, uma cidade em posses florentinas, e queria que sua filha favorita fosse com ele. Durante a viagem de volta, no entanto, Bia ficou doente com uma febre gradualmente crescente, o que levou a uma morte súbita aos cinco anos de idade.
Seu famoso retrato está atualmente exposto na Galeria Uffizi em Florença.